# Open Business
L'Open Business (in italiano: Business aperto) rappresenta il concetto di fare business in maniera trasparente tramite l'interazione di un gruppo di partecipanti che collaborano facendo uso di un open space e sfruttando open content, esso ruota attorno ai principi del software libero e ai movimenti Open source.

## L'idea
Nell'economia moderna si delinea sempre più un panorama dominato dalle grandi multinazionali. Le società odierne sono caratterizzate da un modello di business che si concentra su obiettivi a breve termine, spesso a svantaggio degli individui che permettono alle ditte stesse di esistere e quindi delle stesse aziende nel lungo periodo.
La struttura gerarchica di tali società e l'ispirarsi a un modello decisionale di tipo piramidale-verticale può portare a volte a decisioni sbagliate o male ponderate. Un sistema dove le decisioni critiche vengono prese da un numero ristretto di persone, i cosiddetti vertici aziendali, può infatti portare a decisioni non ottimali o al commettersi di errori, che si sarebbero potuti evitare se ci fosse stata una maggiore supervisione nel processo decisionale. Persone che si trovano a livelli più bassi della struttura gerarchica (e che più che parte dell'azienda si sentono dei semplici dipendenti) possono poi cercare di nascondere i propri errori e le proprie negligenze nel tentativo di proteggere il proprio status e la propria posizione, senza preoccuparsi delle conseguenze che tali azioni potrebbero comportare.
L'Open Business si basa sull'idea di trasparenza ma l'obiettivo che si pone è lo stesso del business tradizionale, ovvero "fare soldi". 
Proprio come nei progetti software Open source, ai quali collaborano molte persone, è più facile trovare ed eliminare errori nel codice dei programmi, il modello di Open Business avrà il vantaggio di “molti occhi” che controlleranno l'attività delle aziende, la pianificazione, e salute, verso il duplice obiettivo di evitare le cattive decisioni che potrebbero rivelarsi fatali e con il fine di trarne i massimi benefici.
Usando i moderni strumenti di elaborazione dati, le aziende possono avere a disposizione tutti i dettagli registrati di quello che fanno. Sommari ed analisi possono essere fatti internamente o da terze parti. Siti web in stile wiki e forum online permettono a chiunque di postare suggerimenti critiche o elogi. Le riunioni possono essere tenute online, sia per la partecipazione aperta sia per creare uno storico di quello che viene detto.
Il fatto di permettere l'accesso ai dati a tutti i dipendenti, investitori, clienti (dando priorità a quelli abituali) ed alla comunità in generale certamente riduce la possibilità di un comportamento distruttivo dell'azienda o di errori non intenzionali.
Il modello open business è l'ammissione che il denaro non è l'unico scambio che avviene nel mondo degli affari. Il suo lavoro è anche un riconoscimento che il denaro, il valore, la compensazione e il controllo non sono necessariamente un flusso a senso unico da utente ("Cliente") a produttore.

### Open Business incentrato su beni trasparenti
La definizione di open business è ispirata dai movimenti open, dai principi open e dai tools open, e si focalizza sulla creazione di prodotti e servizi open. Tale approccio si propone di creare qualcosa per il bene delle comunità, e non di un numero ristretto di persone (clienti, stakeholders, governo ecc).
Il rischio di fallimento di un business di questo tipo è ridotto dal fatto che quanto prodotto rimane a disposizione della comunità, affinché qualcuno possa usare tale conoscenza per continuare il lavoro di altri e permettere quindi che il progetto resista anche alle situazioni più critiche.

### Open Business incentrato su servizi trasparenti
Oltre che sui beni un open business può focalizzarsi sui servizi, i quali non si limitano esclusivamente all'opensource e all'opencontent ma ad esempio a operazioni di carità.
Un progetto per fare della carità, che tiene traccia di tutte le transazioni (ad esempio delle donazioni ricevute e dell'uso che si è fatto di tale denaro) in tempo reale, e in maniera trasparente (ad esempio su un sito web accessibile a tutti o su un social network), ha buone possibilità di attrarre un maggior numero di donatori, in particolar modo se il nome dei donatori viene reso pubblico (ad esempio appoggiandosi su piattaforme come facebook e twitter dove è necessario utilizzare il proprio vero nome e cognome). In tal caso infatti i donatori partecipano alla carità vedendola come un'opportunità di business, che permette loro di farsi una buona reputazione e di accrescere il prestigio del loro nome.

### Modelli e strategie basate sull'Open Business
Il modello open business è l'ammissione che il denaro non è l'unico scambio che avviene nel mondo degli affari. Il suo lavoro è anche un riconoscimento che il denaro, il valore, la compensazione e il controllo non sono necessariamente un flusso a senso unico da utente ("Cliente") a produttore.
Com'è possibile rendere più economico l'originale rispetto a una copia in un ambiente dove i contenuti possono essere copiati e distribuiti praticamente a “costo zero”? La risposta si cela nel minimizzare i costi delle transazioni.
Un buon esempio è quello dell'eMusic, che permette di scaricare una canzone a soli 12p per contrastare il rischio della perdita di tempo che l'utente può avere nel cercare e scaricare musica di bassa qualità tramite illeciti strumenti di filesharing di tipo peer-to-peer.
Nell'industria della stampa, la copia stampata di un romanzo è ancora molto più conveniente in certi contesti rispetto a quella in forma digitale. Ci sono delle tipologie di ambienti, come nei bagni o negli autobus, dove i consumatori preferiscono leggere un romanzo in forma cartacea e quindi saranno disposti a pagare per quel tipo di privilegio.
I guadagni si ricavano attraverso le vendite accessorie ad esempio i gruppi musicali che tramite il proprio sito internet permettono ai propri fan di scaricare gratuitamente alcune tracce avranno un tornaconto da parte loro non solo attraverso i probabili commenti positivi che circoleranno sulla rete (influenzerà l'affluenza durante le tournée del gruppo) ma anche tramite la vendita di prodotti quali t-shirt, felpe e cappellini. 
Un altro metodo di guadagno attraverso la distribuzione di contenuti Open è quello di offrire ogni tipo di supporto per ciò che viene rilasciato. Ad esempio, in un altro campo come quello dei prodotti software Open Source, come la versione Red Hat di Linux,il sistema operativo viene consegnato gratuitamente e viene appunto accompagnato da contratti di supporto a pagamento. Un tipo di contratto di supporto per la musica potrebbero essere le forme di impacchettamento di tale musica, già prodotta dagli artisti durante gli stages di produzione, dove tracce registrate in maniera diversa vengono separate con il fine di permettere agli utenti di mixare il brano. 
Allo stesso modo in ambito accademico, un blogger o un giornalista che distribuisce i suoi scritti in maniera gratuita online potrebbe offrire consulenza basandosi sulla popolarità e la richiesta dei propri lavori. Difatti sviluppare aumentando così la propria reputazione gratuitamente è una buona strategia utile a creare dei flussi derivativi di guadagno (interviste, interventi, articoli, ecc...), e mettendo a disposizione sulla rete i propri contenuti gratuitamente si guadagna in visibilità.

### Vantaggi per i paesi in via di sviluppo
Sfruttando l'open business le barriere al commercio globale si abbassano e la comunicazione è resa più semplice. In questo modo si riescono ad attuare riforme politiche, si riesce a rendere possibile la trasparenza culturale, a sviluppare progresso sociale e creazione di ricchezza. Internet naturalmente sta trainando questo progresso, ma si può dire che anche lo spostamento verso la libertà tecnologica sta facendo la sua parte. La collaborazione, l'apertura e gli standard sono stati resi “free”, quindi liberi da dispute soprattutto per quanto riguarda i brevetti. Le comunità tecnologiche libere e aperte hanno preso piede ovunque e oggi finiscono per avere un impatto diretto sulle tecnologie. Gli analisti di Gartner stimano che entro il 2012 il 90% delle aziende a livello globale utilizzeranno software open source. Se si guarda al mondo in via di sviluppo, l'uso di questo software è già oggi onnipresente: aziende in India, Cina, Europa dell'Est, America centrale e del sud stanno usando in misura massiccia software open source per creare enormi ricchezze. Ad esempio Luiz Inácio Lula da Silva, presidente del Brasile, intenzionato a colmare il presunto gap tecnologico tra il Brasile e i Paesi più ricchi, ha portato il suo Governo alla testa di un movimento nazionale per la promozione degli standard aperti, del software libero e del movimento open source. Il risultato è che la grandissima maggioranza delle aziende brasiliane (oltre il 70% nel 2008) usa software open source; l'industria nazionale del software si è consolidata e decine di milioni di brasiliani hanno iniziato a beneficiare della rete, aprendo nuovi mercati e conti bancari online, creando business su Internet ed entrando nel processo politico ed elettorale, spesso per la prima volta. Oltre un milione di sviluppatori di software solo in Cina e in India, non possono permettersi diritti di licenza, e si rivolgono a software open source, come ad esempio MySQL, Linux, OpenSolaris, Java (linguaggio di programmazione) o OpenOffice.org. Grazie a questi prodotti e alle loro capacità sono riusciti ad aprirsi una porta verso il mercato globale. Molti Governi in tutto il mondo, tra cui il Sudafrica, l'India e la Malaysia, oggi adottano i formati aperti alla base di OpenOffice.org (noti come Open document format od Odf) che contribuiscono a una riduzione dei costi e che garantiscono un accesso paritario a tutti i cittadini a materiali importanti per i prossimi anni. 

## Principi Chiave
I principi base su cui poggi l'open business sono:
- Condivisione/insegnamento aperto: un principio fondamentale è la collaborazione aperta a tutti i livelli e in tutti i posti.
- Partecipazione aperta: inviti aperti a unirsi all'organizzazione(un po' come accade in SourceForge, Blender dove membri facenti parte della community si applicano in prima persona per incrementare il numero delle persone coinvolte nel progetto).
- Diritti individuali: ogni individuo è supportato e incoraggiato a trovare e impegnarsi in quelle attività dove pensa di poter dare maggiore supporto, o che pensa possano permettergli di crescere a livello sia personale che professionale.
- Focus della comunità: le attività di produzione sono viste come parte integrante di una serie di attività tipiche della vita di tutti i giorni: vita in famiglia, vita sociale, obblighi religiosi ecc., e devono incastrarsi con successo all'interno di questo quadro.
- Libertà dalle istituzioni: l'organizzazione non si basa né si appoggia a nessuna istituzione preesistente (stato, religione ecc). I membri sono liberi di mantenere all'interno della comunità qualsiasi ideale o principio importante per loro.
- Conoscenza aperta: il libero scambio di conoscenza facendo uso per quanto possibile di prodotti, degli standard e dei principi su cui si fonda l'idea di open.
- Libero accesso ai dati: incluso il libero accesso ai dati privati di un contatto facente parte della community (parlando chiaramente di dati preventivamente concordati con i membri dell'organizzazione).
- Finanza trasparente: tutte le informazioni relative ai fondi destinati al progetto, alle transazioni ai profitti ecc. devono essere visibili a tutti.

### Dettagli
- Conoscenza:

Tutta la conoscenza e le informazioni sono accessibili e condivisibili tra i membri della community (ma anche a coloro che non ne fanno parte).
Tutta la conoscenza e l'informazione acquisita o sviluppata in un determinato posto deve essere posta in qualche luogo che possa essere accessibile a tutti (ad esempio tramite internet su un server): quindi documentazione cartacea, database locali ecc.
la conoscenza è creata e gestita dai partecipanti all'open business in questione. La conoscenza deve diventare disponibile a tutti appena sviluppata e non in un secondo momento
- Finanze:

Il profitto netto è diviso tra i membri a seconda del loro contributo individuale (visibile a tutti).
Il guadagno personale del singolo è stabilito in base alle competenze personali e professionali, alle ore lavorate, ai risultati ottenuti ecc.
- Gestione:

La gestione o management è solo un altro modo per ottimizzare e migliorare la gestione del gruppo (es. primo tra pari).
Le decisioni scaturiscono da un processo aperto e continuo che passa attraverso fasi di votazione e discussione che coinvolgono tutti i membri del gruppo. I ruoli gestionali nei progetti ruotano continuamente.
- Membri: il grado di partecipazione degli utenti può variare:

Qualunque persona può essere un membro, a prescindere da razza, colore della pelle, sesso, visione politica, religione ecc. e ciò può avvenire o tramite approvazione della maggioranza dei membri già iscritti o tramite un processo di registrazione online che certifichi l'identità della persona che si sta iscrivendo.
Il grado di partecipazione al progetto dipende dalle competenze sociali e professionali del singolo individuo e in base a delle regole di business e di organizzazione stabilite dall'intera community i membri devono poter decidere a grandi linee il loro orario e luogo di lavoro: un orario rigido dalle 8 alle 18 da lunedì a venerdì come per un lavoro normale
oppure un orario più personalizzato per assecondare i bisogni e le necessità dei partecipanti.

### Livelli di apertura
OpenBusiness è un commercio dove la partecipazione nell'impresa è il più possibile aperta al pubblico a tutti i livelli della vita dell'azienda
- Partecipazione software
- Rendiconto finanziario
- Operazioni
- Dichiarazioni fiscali

Il suo obiettivo ultimo è la creazione e la condivisione di ricchezza.

## Problemi
Un punto su cui discutere potrebbe essere quello di capire dove conviene tracciare la linea di divisione fra i dati privati (es. numeri di carta di credito) e quelli condivisi. Per le stesse ragioni sarebbe necessario effettuare delle stime (per l'azienda e per la comunità) sui costi e sui benefici derivanti dal condividere o no determinati dati (es. le strategie dell'azienda, che se scoperte andrebbero ad avvantaggiare i concorrenti). In un modello in cui le decisioni sono il frutto delle opinioni di molti diventa poi necessario stabilire a chi spetti l'ultima parola in caso di pareri o linee di pensiero contrastanti.